# Rayén Quitral
María Georgina Quitral Espinoza, más conocida por su nombre artístico Rayén Quitral (Iloca, 7 de noviembre de 1916-Santiago, 20 de octubre de 1979) fue una soprano chilena de orígenes mapuche-picunche, español y francés. Internacionalmente conocida por su interpretación del aria La reina de la Noche en la ópera La flauta mágica, también se hizo conocida por sus presentaciones con atuendos mapuches, demostrando orgullo por sus raíces indígenas.

## Biografía
Rayén Quitral nació en Iloca, un pueblo costero de la comuna de Licantén, en la Provincia de Curicó, Región del Maule. Su padre, Fidel Quitral Correa, fue un campesino que falleció cuando era joven, mientras que su madre, Fidelina Espinoza Letelier, trabajó como una empleada doméstica.
Sus primeros estudios de canto los realizó en Curicó y Talca, y luego se trasladó a Santiago. En la capital se contactó con la profesora de canto Emma Ortiz, gracias a la gestión del empresario lírico Ignacio Benítez. Ingresó tiempo después al Conservatorio de Música. En 1937 debutó en el Teatro Central de Santiago, y luego de varias funciones en el país, se presentó en 1941, en el Teatro Colón de Buenos Aires, en el papel de la Reina de la Noche en la ópera La flauta mágica. Fue entonces cuando conoció al director Erich Kleiber, quien se transformó en su protector. Se presentó en varios países de América, para luego residir largo tiempo en México.
En Chile, cantó Lucía de Lammermoor en 1942 e interpretó a Gilda en Rigoletto en 1943. En 1950, realizó una gira de conciertos por Italia y Francia, además de debutar con gran éxito en Londres en 1951, nuevamente con La flauta mágica, que la llevó a realizar una presentación en el Palacio de Buckingham.
Además de diversos roles operáticos que interpretó, fue cantante de música de cámara y trabajó en las radios Belgrano de Buenos Aires y Nacional del Perú, como cantante estable. En Chile participó en diversas radios.
En 1967, se retiró de la escena musical. Dedicó sus últimos años a la docencia del canto lírico a jóvenes de escasos recursos; el 19 de septiembre de 1972, por medio de la ley 17757, el Gobierno de Chile le concedió una pensión de gracia. Rayén Quitral falleció en Santiago el 20 de octubre de 1979.
En Iloca existe una villa llamada Rayén Quitral en su honor.